# Dolving
Dolving (fràncic lorenès Dolwing) és un municipi francès situat al departament del Mosel·la i a la regió del Gran Est. L'any 2007 tenia 341 habitants.

## Demografia

### Població
El 2007 la població de fet de Dolving era de 341 persones. Hi havia 132 famílies, de les quals 29 eren unipersonals (8 homes vivint sols i 21 dones vivint soles), 33 parelles sense fills, 54 parelles amb fills i 16 famílies monoparentals amb fills.
La població ha evolucionat segons el següent gràfic:
Habitants censats

### Habitatges
El 2007 hi havia 150 habitatges, 135 eren l'habitatge principal de la família, 2 eren segones residències i 13 estaven desocupats. 122 eren cases i 28 eren apartaments. Dels 135 habitatges principals, 107 estaven ocupats pels seus propietaris, 27 estaven llogats i ocupats pels llogaters i 1 estava cedit a títol gratuït; 6 tenien dues cambres, 18 en tenien tres, 26 en tenien quatre i 86 en tenien cinc o més. 107 habitatges disposaven pel capbaix d'una plaça de pàrquing. A 48 habitatges hi havia un automòbil i a 71 n'hi havia dos o més.

### Piràmide de població
La piràmide de població per edats i sexe el 2009 era:
| Homes | Edats   | Dones |
| ----- | ------- | ----- |
| 0     | 95 o +  | 0     |
| 4     | 90 a 94 | 0     |
| 4     | 85 a 89 | 0     |
| 0     | 80 a 84 | 8     |
| 0     | 75 a 79 | 4     |
| 4     | 70 a 74 | 12    |
| 8     | 65 a 69 | 12    |
| 8     | 60 a 64 | 8     |
| 0     | 55 a 59 | 8     |
| 4     | 50 a 54 | 8     |
| 24    | 45 a 49 | 8     |
| 12    | 40 a 44 | 20    |
| 16    | 35 a 39 | 8     |
| 12    | 30 a 34 | 12    |
| 20    | 25 a 29 | 8     |
| 12    | 20 a 24 | 4     |
| 12    | 15 a 19 | 8     |
| 0     | 10 a 14 | 4     |
| 4     | 5 a 9   | 20    |
| 4     | 0 a 4   | 4     |

## Economia
El 2007 la població en edat de treballar era de 218 persones, 182 eren actives i 36 eren inactives. De les 182 persones actives 169 estaven ocupades (100 homes i 69 dones) i 13 estaven aturades (6 homes i 7 dones). De les 36 persones inactives 9 estaven jubilades, 7 estaven estudiant i 20 estaven classificades com a «altres inactius».

### Ingressos
El 2009 a Dolving hi havia 145 unitats fiscals que integraven 353 persones, la mediana anual d'ingressos fiscals per persona era de 17.809 €.

### Activitats econòmiques
Dels 3 establiments que hi havia el 2007, 1 era d'una empresa alimentària, 1 d'una empresa financera i 1 d'una empresa immobiliària.
L'únic servei als particulars que hi havia el 2009 era una oficina bancària.
L'any 2000 a Dolving hi havia 8 explotacions agrícoles que ocupaven un total de 470 hectàrees.

## Equipaments sanitaris i escolars
El 2009 hi havia 1 escola maternal integrada dins d'un grup escolar amb les comunes properes formant una escola dispersa i 1 escola elemental integrada dins d'un grup escolar amb les comunes properes formant una escola dispersa.

## Poblacions més properes
El següent diagrama mostra les poblacions més properes.